# Лакрос
Лакрос (на английски: Lacrosse), или багатавей, е отборна игра, с произход Северна Америка.
Племето ирокези се смята за неин родоначалник. Счита се, че са я използвали за подготовка на войните си, както и за мирно разрешение на конфликти. Според археологически изследвания прототип на лакрос е известен на територията на съвременна Канада още в началото на XV век. Отборите по онова време са се състояли от няколкостотин души, а протежението на игралното поле е било от няколкостотин метра до няколко километра.
В днешно време съществуват няколко разновидности на лакроса, които се отличават един от друг по размерите на игрището, броя на играчите и правилата. От 1974 г. се провежда световен шампионат по лакрос, в който вземат участие отбори от редица страни, включително и на племето ирокези. Лакросът е включван 3 пъти в програмата на олимпийски игри.
България има отбор по лакрос, който се казва „Български ханове“.